# Ouled Mansour
Ouled Mansour (em árabe: أولاد منصور) é uma cidade e comuna localizada na província de M'Sila, Argélia. De acordo com o censo de 2008, a população total da cidade era de 5 731 habitantes.